# Tupaia dorsalis
La tupaia striata (Tupaia dorsalis) è una specie di tupaia diffusa in Borneo, dove vive nelle foreste pluviali con ampi tratti del suolo sgombri.
La si può spesso vedere alzare sassi con le zampine anteriori dal pollice opponibile, guardando sotto di essi alla ricerca di insetti ed invertebrati, dei quali si nutre.